# Charles Merzbach
Pour les articles homonymes, voir Merzbach.
Charles Ezriel Merzbach (6 décembre 1913 à Paris - 7 juin 1985 à Gaza) est un médecin français qui joue un rôle important dans la communauté juive orthodoxe parisienne avant de s'établir en Israël.

## Éléments biographiques
Charles Merzbach est né le 6 décembre 1913 dans le 16e arrondissement de Paris. Il est le fils de Georges Jacob Merzbach (1874-1939) et de Fogel H'aya Alice Reitlinger (1883, New-York, 1966, Paris). Georges Merzbach est un banquier et sa mère une écrivaine sous le pseudonyme d'Alice Georges Vallières. Si son père n'est pas très religieux,  Charles Merzbach le devient.
Il épouse Suzie (Suzanne) Merzbach, née Meyer, fille de Reouven Meyer, le 12 novembre 1940, à Vichy (Allier). Ils ont 11 enfants (5 fils et 6 filles). 
Après la Seconde Guerre mondiale, il prête sa propriété du Château d'Ambloy (Loir-et-Cher) acquise par son père, à l'Œuvre de secours aux enfants (OSE).
Il pratique la médecine à Paris. Il est un circonciseur (Mohel) et publie un ouvrage sur la Brit Milah, en 1952.
Il fonde le groupe Rabbi Ye'hiel de Paris,.
Il intervient dans le débat public en 1966 sur le livre de Jean-François Steiner, sur Treblinka, au Théâtre des Ambassadeurs (aujourd'hui Espace Cardin).
En 1967, il immigre en Israël et s'installe à Jérusalem.
Il est décédé avec son épouse dans un accident d'automobile causé par un autobus de la Coopérative d'autobus Egged, le 7 juin 1985, dans le Néguev, en route pour visiter un de leurs enfants à Azmona, H'evel Yamit. Il est enterré à Jérusalem, sur le Mont des Oliviers, en Israël.
Son fils Dan Merzbach, âgé de 55 ans, architecte et rabbin, est tué par une sentinelle à Otniel, le 11 novembre 2011, son véhicule paraissant suspect,.
Il est le pere du Rabbin Reouven Merzbach, membre du mouvement Netoure Karta.

## Œuvres
- Charles Merzbach (Dr). La Circoncision, guide du péritomiste. Préface du Dr Charles Heiselbeck. Fondation Sefer, Paris, 1952[13],[14].
- Charles Merzbach (Dr). La circoncision. Revue d’histoire de la médecine hébraïque,  No. 20. Paris, 1954[15].
- David Nieto. Maté Dan. Adapté et annoté par le Dr Charles Merzbach. Préface du Rabbin Joseph Bloch. Paris, Librairie Durlacher, 1955[16].
- Charles Merzbach. Au-delà des faits. Paris, La pensée universelle, 1982[17],[18],[19].
- Azriel Charles Merbach (Dr). L'Homme retrouvé. Préface de Renée Neher-Bernheim. Médiapresses, 1986[20].

## Don au Musée d'Israël
Charles et Suzanne Merzbach font le don d'une Ketouba (certificat de mariage) de Rome, Italie, datant de 1677,.
Ils ont aussi offert au musée d'Israël une Haggada manuscrite et illustrée par Avraham Sofer d'Ihringen,  Bade-Wurtemberg, Allemagne, en 1732.